# 카르파티아산맥
카르파티아산맥(슬로바키아어: Karpaty, 폴란드어: Karpaty, 체코어: Karpaty, 루마니아어: Carpaţi, 세르비아어: Karpati, 독일어: Karpaten, 헝가리어: Kárpátok, 우크라이나어: Карпати, 문화어: 까르빠찌 산줄기)은 알프스-히말라야 조산대의 일부이며 슬로바키아의 브라티슬라바에서 폴란드 남동부와 우크라이나 남서부까지, 남동쪽으로는 루마니아 동부에서 세르비아 남동부까지 계속 뻗어있는 산맥이다. 루마니아 동부에서 세르비아에 이르는 부분은 트란실바니아알프스산맥으로 불린다. 반달 모양을 이루고 있다.

## 대중문화
- 소녀전선 공식 코믹스 "인형의 노래" 1화에 나온다. S09구역 카르파티아산맥이다.

## 같이 보기
- 수데티산맥